# Obélisque de Slottsbacken

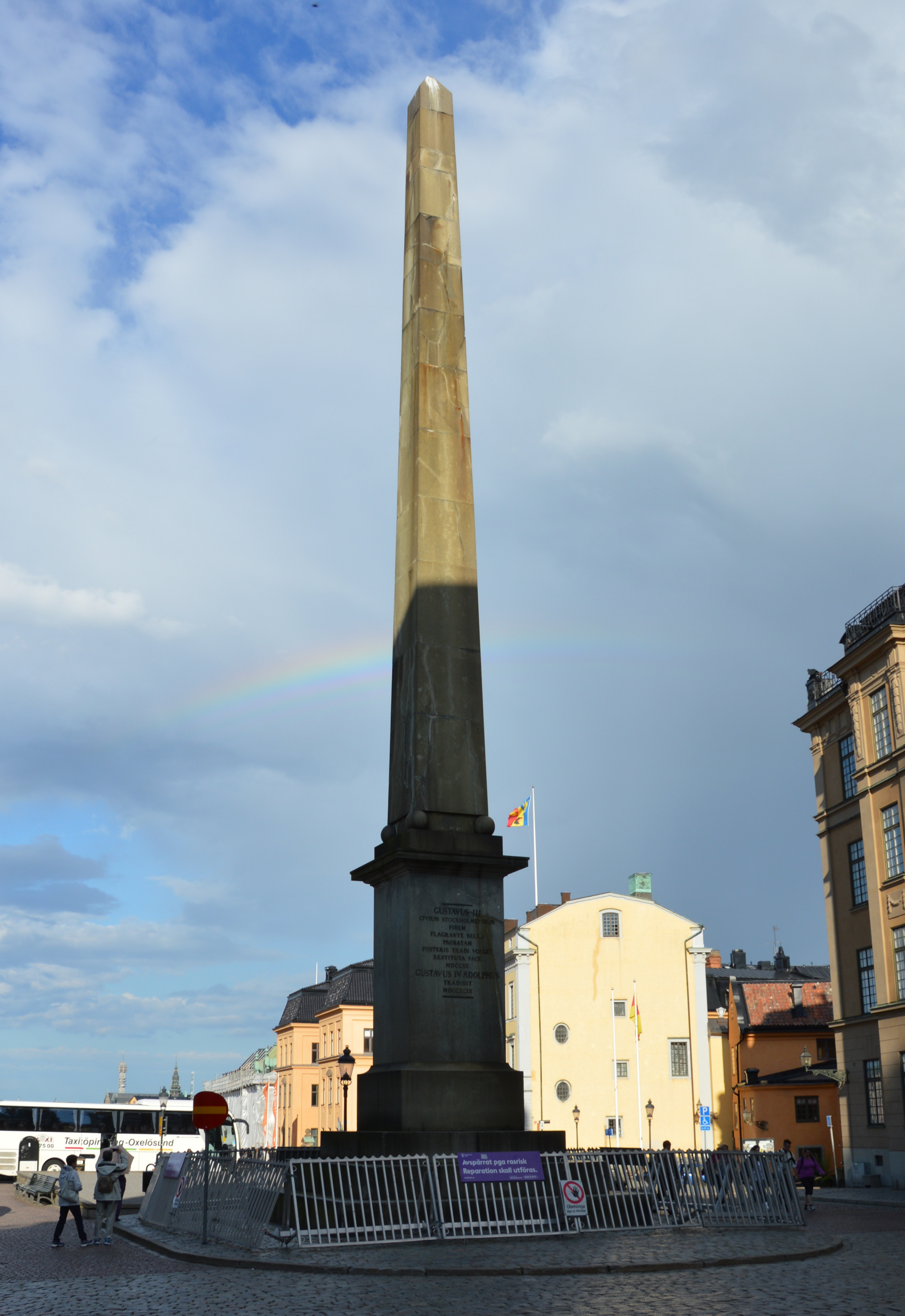
L'obélisque sur Slottsbacken

L'obélisque de Slottsbacken est un obélisque en granit situé à Gamla Stan, la vieille ville historique de Stockholm.

## Emplacement
Il est situé à l'extrémité ouest de la rue Slottsbacken dans la partie nord de la vieille ville. À l'ouest de l'obélisque se trouve l'église Saint-Nicolas (Storkyrkan).

## Architecture et histoire
L'obélisque en granit de Stockholm a été construit en 1800, selon d'autres sources en 1799, sur la base d'un dessin de Louis Jean Desprez et commémore la guerre suédo-russe de 1788-1790. L'obélisque a été utilisé pour remercier les citoyens pour leur soutien  . Il mesure 22 mètres de haut et était composé de plusieurs parties. La décision de construire l'obélisque fut prise le 27 janvier 1792 par le roi Gustave III.

## Rénovation
En 2012, l'obélisque était en mauvais état ; L'eau avait pénétré les fissures et les joints et causé des dommages dus au gel. L'obélisque a été bouclé en raison du risque d'effondrement et démantelé en juin 2017. À partir d'avril 2020, les travaux de reconstruction de l'obélisque restauré ont commencé.